# Cmentarz żydowski w Skokach
Cmentarz żydowski w Skokach – kirkut służący społeczności żydowskiej niegdyś zamieszkującej Skoki. Nie wiadomo dokładnie kiedy został założony. Znajduje się przy ul. Antoniewskiej. Został zniszczony w czasie wojny i obecnie brak na nim nagrobków. Zniwelowany w 2013. 17 września 2018 odsłonięto pomnik upamiętniający kirkut.